# Planetario Nacional Peruano Japonés Mutsumi Ishitsuka
El Planetario Nacional Peruano Japonés Mutsumi Ishitsuka, está ubicado en el distrito de Ate, provincia de Lima, pertenece al Instituto Geofísico del Perú.

## Historia
Fue inaugurado el 26 de junio de 2008, durante el segundo gobierno del presidente Alan García. Fue creado de la mano de la Agencia Japonesa de Cooperación Internacional (JICA) y el Instituto Geofísico del Perú (IGP), llevando el nombre de Mutsumi Ishitsuka, un científico integrante de JICA que realizó labores de investigación en el Perú, Ishitsuka había gestionado en 1999 con la Academia de Japón para la donación de equipos que se utilizarían en un futuro planetario en Lima, aunque dicho proyecto era gestado por el propio Ishitsuka, los artefactos donados terminaron yendo al planetario peruano japonés.
Entre 2008 y 2016 el planetario vio incrementado sus adquisiciones científicas como el sistema de proyección de marca GOTO que proyecta el cielo en espacio cerrado, o el sistema fulldome que permite trabajar con gráficos de los astros en tiempo real.